# فرانچسکو گالوپینی
فرانچسکو گالوپینی (انگلیسی: Francesco Galuppini؛ زادهٔ ۱۷ اکتبر ۱۹۹۳) بازیکن فوتبال است.
از باشگاه‌هایی که در آن بازی کرده‌است می‌توان به باشگاه فوتبال پارما اشاره کرد.